# Соколовская, Элита Альфредовна
Элита Альфредовна Соколовская (латыш. Elita Sokolovska; 20 августа 1930, Цесис, Латвийская республика — 19 ноября 2024) — российский хоровой дирижёр, регент, хормейстер и педагог, основатель и руководитель хоровых коллективов «Глория» (Россия), «Lauda» (Латвия) и «Лаудамус» (Крым).

## Биография
Элита Соколовская (урождённая Medne) родилась 20 августа 1930 года в городе Цесис довоенной Латвийской республики, в семье пастора Альфреда Медниса. С раннего детства проявляла незаурядные музыкальные способности и тягу к музыке. Обладая прекрасным голосом, в двенадцать лет Элита впервые выступила в качестве солистки церковного хора. В школьные годы, которые пришлись на время Второй мировой войны, девочка обучалась музыке и пению, брала частные уроки у разных педагогов, в том числе у известного педагога и композитора Арвида Яновича Жилинского.
В 1944—1945 годах Элита за 2 года прошла и сдала семилетнюю программу музыкальной школы. В 1945 году на «отлично» сдала вступительные экзамены в музыкальное училище, однако зачислена не была, поскольку в те годы советские власти признали её отца-священнослужителя «врагом народа» и осудили на 10 лет исправительно-трудовых лагерей по 58-й статье, как и многих других священнослужителей того периода.
В 1950 году поступила на годичные музыкальные курсы при Латвийской государственной консерватории, обучаясь на хорового дирижёра-педагога. С 1951 по 1965 год — дирижёр церковного хора в 1-й и 7-й общинах Церкви Христиан-Адвентистов Седьмого Дня в городе Рига. В 1965 году Элита Альфредовна получила приглашение продолжить служение регента в церквах Украины. Для этого она с семьей, мужем Яном Яновичем Соколовским, переехала в город Кировоград. Работая регентом в Кировограде, а позже в Мукачево (Закарпатская обл.), Элита Соколовская обучала дирижёрству и готовила регентов по всей Украине и России.
С 1971 по 1981 годы работала в церкви города Одесса, где в то же самое время руководила областным сводным хором, ею же созданным. В 1981 году Э. А. Соколовская приглашена в Тулу в качестве преподавателя музыкальных дисциплин духовной семинарии (в то время полуподпольной) и дирижёром хора поместной общины. Тогда она организовала курсы церковных дирижёров.
В 1982 году супруги Элита и Ян Соколовские организовали хор «Глория».
В 1988 году хор Э. Соколовской «Глория» дал концерт при открытии Заокской адвентистской духовной семинарии, первом протестантском духовном учебном заведении в СССР.
В 2004—2010 годах Элита Альфредовна и Ян Янович жили в Латвии, где организовали хор «Laudа». В 2010 году, переехав в Крым, Элита и Ян Соколовские организовали Крымский сводный хор «LAUDAMUS», руководителем и дирижёром которого Элита Альфредовна Соколовская является и по сей день.
Умерла 19 ноября 2024 года в возрасте 94 лет.

## Семья
- Муж — Ян Янович Соколовский (1928—2022), поэт-песенник.
  - Сын — Удо Янович Соколовский (р. 1955), пастор, доктор богословия, музыкант, режиссёр документальных фильмов «Богоискание Славянских Народов»[7].
  - Сын — Дауманд Янович Соколовский, пастор, вице-президент Балтийского союза церквей АСД, музыкант.
  - Дочь — Анна Яновна Карпенко, пианистка.
    - Внуки — Солвита, Стелла, Рената, Ян, Петр, Ричард, Артур, Эдгар.
      - Правнуки — Софья, Стелла, Майя, Александра, Максим, Марк, Ян.

## Творчество

### Одесский период (1971—1981)
В 1970-е годы Элита Альфредовна и Ян Янович решили обновить хоровой репертуар протестантского хора, включив в него произведения православной церковной классики. Решающую роль в этом сыграл Ян Янович, который поняв, что русская духовная музыка забыта и не востребована в протестантских церквах, осознал необходимость не только обновления хоровой жизни, но и расширения музыкально-художественного кругозора прихожан. В конце 1970-х в одной из православных церквей Одессы он наткнулся в прихрамовой библиотеке на ноты композитора Варановского, текст произведения был на греческом языке. Им оказался шедевр поэта и царя Давида — Пс. 24, благодаря которому полузабытое произведение Варановского обрело называние «Пастырь мой». Со временем это хоровое произведение вызвало интерес у целого ряда современных неопротестантских дирижёров и хоров.
В исполнении именно 22-го псалма, его авторской трактовке, открылся талант Соколовской, которая не только прочувствовала, но и осмыслила поэтику этого уникального произведения, уделив особенное внимание динамическим оттенкам речитатива (он, прежде всего, характерен для литургического богослужения исторической Церкви), выразил законные темповые контрасты, без которых произведение не откроет своих глубин и масштабов. По сути, Ян Янович создал для Элиты Альфредовны своеобразную золотую библиотеку хорового репертуара, включая в неё произведения классиков русского церковного пения: С. Рахманинова, П. Чайковского, П. Чеснокова, А. Гречанинова, Д. Бортнянского, А. Веделя, М. Березовского, А. Архангельского и других значимых отечественных композиторов. Это было в некотором роде революционным шагом в протестантской музыкальной культуре Советского Союза, и многие дирижёры иных деноминаций последовали этому примеру. Тем самым Соколовские целенаправленно приобщали неопротестантизм к общехристианской певческой культуре.

### Хор «Глория»
Хоровой коллектив «Глория» был создан в 1982 году Элитой и Яном Соколовскими. В 1988 году они были приглашены на открытие Заокской адвентистской духовной семинарии. «Среди гостей, общественных деятелей и государственных мужей, присутствовал и руководитель Советского детского фонда, известный писатель и академик РАО Альберт Лиханов. Впечатленный уровнем и исполнительским мастерством коллектива, он предложил Элите Соколовской давать благотворительные концерты в пользу Детского фонда. Это предложение открыло двери лучших концертных залов и сцен Советского Союза». В своем выступлении он сказал: «В этот день в этом зале происходит в высшей мере важное событие: с такого важного гуманистического понятия, как свобода совести, спадают ещё одни кандалы — кандалы предрассудков и предубеждений».
Хоровой коллектив «Глория» дал десятки концертов, в том числе, «в помощь детям-сиротам интерната», во многих городах России. Хор также выступал в других странах: в Латвии, Польше, Швеции, Нидерландах. В 1990 году в России на фирме грамзаписи «Мелодия» вышла виниловая пластинка «Духовные песнопения русских композиторов». Запись состоялась в Смоленском кафедральном соборе по благословению нынешнего Святейшего Патриарха Кирилла, тогда ещё председателя Отдела Внешних церковных сношений РПЦ и настоятеля собора. Высокое мастерство исполнения и благотворительные цели позволили хору «Глория» петь на сценах Большого театра в Москве и Мариинского театра в Ленинграде, на сцене Кремлёвского Дворца съездов и во многих других памятных местах.

### Хор «Laudа»
В 2004 году Элита Альфредовна и Ян Янович переехали в Латвию, где организовали хор «Laudа». За три года своего существования хор «Laudа» дал более 20 концертов на сценах и церквях Латвии.
Крымский период. Хоровой коллектив «Laudamus»
Крымский сводный хор «Laudamus» организовали Элита и Ян Соколовские в 2010 году. По сей день руководителем и «заслуженным дирижёром церковных хоров» является Э. А. Соколовская. Несмотря на свой возраст она продолжает концертировать с хором в крупных городах Крыма: в Севастополе, Ялте, Симферополе, Феодосии. В 2018 году вышел фильм «Дирижёр» режиссёра Юрия Захватаева. Фильм рассказывает о творчестве и деятельности Элиты Альфредовны и Яна Яновича Соколовских.
За годы своей деятельности хор Э. А. Соколовской дал более 100 концертов в России и за рубежом.

## Избранный репертуар
Репертуар хора составляют произведения не только русских и западных классиков, но и современных авторов, таких как Юст Лиепиньш, Модрис Закис, Карл Дженкинс, Джон Руттер и др., а также русские народные песни.
Репертуар хора «Глория» в 1990 году:
- П. И. Чайковский. Литургия Св. Иоанна Златоуста, соч. 41: III. Придите и поклонимся.
- А. Архангельский. Херувимская песнь No. 5: Боже милосердный.
- А. Ведель. К Тебе, Господь, взываю я.
- П. И. Чайковский. Литургия Св. Иоанна Златоуста, соч. 41: XII. Отче наш.
- Дм. Бортнянский. Херувимская песнь No. 6: Ибо вы знаете.
- Дм. Бортнянский. Херувимская песнь No. 7: Боже, призри.
- С. Г. Грибович. Агнец достоин.
- Варановский. Пастырь мой.
- П. Чесноков. Благослови, душа моя, Господа.
- С. Рахманинов. Тебе поем.
- П. Чесноков. Благослови душа моя Господа.
- Милосердный и всещедрый...
- А. Архангельский. Возлюблю Тебя, Господи.
- Мы приносим жертву хваления...
- А. Архангельский. Псалом 101: Господи, услыши молитву мою.
- М. Балакирев. Руки в мольбе.
- С. Танеев. Тихо вечер догорает.
- С. Рахманинов. В молитвах благоговея.
- П. Чесноков. Да направится молитва моя.
- И. Бах. Страдалец креста.
- И. Бах. Младенец нам родился.
- Г. Гендель. Аллилуйя. Из оратории «Мессия».
- Ф. Шуберт. Слава, слава.
- Ф. Шуберт. Боже наш, Ты достоин славы.
- В. Моцарт. Ave verum.
- В. Моцарт. Мир неземной.
- Дж. Россини. Stabat Mater.
- Й. Гайдн. Слава. Из оратории «Сотворение мира».
- Джой Малотти. Отче наш.
- Гарольд Берино. Молитва.
- Том Феттке. Дивный Спаситель.
- Язепс Витолс. Молитва.
- Кажоциньш. Как птицы, тучи белые плывут.
- Я. Сиериньш. Молитва в волнах.
- Карл Дженкинс. Мессы за мир.